# Apsilochorema malickyi
Apsilochorema malickyi är en nattsländeart som beskrevs av Schmid 1989. Apsilochorema malickyi ingår i släktet Apsilochorema och familjen Hydrobiosidae. Inga underarter finns listade i Catalogue of Life.